# Centre hospitalier cours Pourtoules d'Orange
Le Centre hospitalier cours Pourtoules d'Orange est un hôpital situé à Orange, dans le département de Vaucluse en région Provence-Alpes-Côte d'Azur.

## Histoire
Le centre hospitalier est bâti le long du cours Pourtoules, fossé de l'ancien bastidon de Pourtoules, comblé après la peste de 1721 - 1722. Mais le bâtiment est plus ancien. 
En 1638, il devient « l'Hôpital Général des Pauvres », à la demande de Maurice de Nassau.
L'escalier intérieur de l’hôpital avec sa rampe en fer forgé fait l’objet d’une inscription au titre des monuments historiques depuis le 17 mai 1974.

## Médecins célèbres
Le Docteur Patrick Gaborit, célèbre rhumatologue, y œuvre pendant près de 30 ans et prend sa retraite en 2012. Il participe activement au transfert du vieil hôpital aux nouveaux bâtiments en 1992. Il développe la filière gériatrique, crée une médecine interniste spécialisée et est reconnu comme un des leaders régionaux de la prise en charge des maladies inflammatoires rhumatismales. Ses relations avec la médecine de ville permettent le développement d'une bonne relation ville-hôpital. Chef de service, Président de CME, il aura exercer toutes les fonctions au sein de l'établissement. Homme de grande culture, sportif accompli (cyclisme, randonnées), supporter inconditionnel de l'OM et de l'Équipe de France (il ira se teindre les cheveux en jaune, selon la mode de l'époque en 1998, c'est également un grand voyageur amateur de découverte. Discret et modeste, il est aussi connu pour ses "coups de gueule" et parfois son caractère intransigeant.